# پایگاه نیروی هوایی گرند فرک
پایگاه نیروی هوایی گرند فرک (به انگلیسی: Grand Forks Air Force Base) یک فرودگاه است . این فرودگاه در کشور ایالات متحده آمریکا قرار دارد .